# 将棋の日
将棋の日（しょうぎのひ）は、日本将棋連盟が定めた将棋の記念日（11月17日）。また、その前後の日程で毎年開催されている将棋イベントの名称。

## 起源
江戸時代、将棋好きであった徳川家康は、将棋（本将棋）を囲碁とともに幕府の公認とした。延宝八年（1680年）頃からは公務として将軍御前で指す「御城将棋」が行われるようになった。そして家康と並んで将棋を好んだといわれる、八代将軍徳川吉宗の享保元年（1716年）から、年に1度、旧暦の11月17日に「御城将棋の日」として御城将棋を行うようになった（なお、御城碁も同じ日に行われていた）。
このことを由来として、1975年に日本将棋連盟が11月17日（新暦）を「将棋の日」と制定した。
なお、囲碁については、2013年12月に日本棋院、関西棋院、日本ペア碁協会が1月5日を「囲碁の日」と定めており、同日に打ち初め式が日本棋院本院・関西総本部で行われている。

## イベント
毎年11月、将棋の日が近づくと全国各地で将棋にまつわるさまざまなイベントが行われる。
第1回の将棋の日イベントは芹沢博文の企画により1975年11月17日に蔵前国技館で行われ、このときはメインとして第14期十段戦七番勝負第2局（中原誠十段対大山康晴棋聖）の1日目午後の対局が土俵上で指され、封じ手の模様も披露された。この時、芹沢は解説用に4メートル以上の大盤を作成、大きすぎてそのままでは駒を動かすことができず、「ギリシャの戦車」のような台が準備され、その上に乗った奨励会員が駒を操作した。
日本将棋連盟が主催するイベントとしては、日本放送協会 (NHK) が協力し、年末にNHK教育テレビジョンのNHK杯枠で放送されるイベントがもっとも規模が大きなものである。その他、関西将棋会館でも将棋の日のイベントが開催されることがある。
いずれのイベントも、プロの棋士や女流棋士が参加し、将棋の普及に貢献するものである。棋士・女流棋士と来場者との指導対局のほか、「次の一手」名人戦やプロ同士の公開対局などが行われている。
| 回数 | 開催日                | 開催場所                              | 放送日          | 司会者                | 参加棋士 |                      |
| ---- | --------------------- | ------------------------------------- | --------------- | --------------------- | --- | -------------------- |
| 01   | 1975年11月17日        | 蔵前国技館                            |                 |                       | | [ 2 ]                |
| 02   | 1976年11月17日        | 将棋会館・関西本部                    |                 |                       | | [ 3 ]                |
| 03   | 1977年11月17日        | 将棋会館・関西本部                    |                 |                       | | [ 4 ]                |
| 04   | 1978年11月17日        | 将棋会館・ 関西本部(大阪・北畠)       |                 |                       | | [ 5 ]                |
| 05   | 1979年11月17日        | 将棋会館・ 関西本部(大阪・北畠)       | --              |                       | | [ 6 ]                |
| 06   | 1980年11月17日        | 将棋会館・ 関西本部(大阪・北畠)       | --              |                       | | [ 7 ]                |
| 07   | 1981年11月17日        | よみうりホール・ 関西将棋会館(杮落し) |                 |                       | | [ 8 ]                |
| 08   | 1982年11月17日        | 愛知厚生年金ホール ほか               |                 |                       | | [ 9 ]                |
| 09   | 1983年11月17日        | 将棋会館・ 関西将棋会館               | --              |                       | | [ 10 ]               |
| 10   | 1984年                | NHKホール                             | 11月23日        | 吉川精一              | 米長邦雄・加藤一二三・谷川浩司・田中寅彦・大山康晴・中原誠・内藤国雄 | [ 11 ] [ 12 ] [ 13 ] |
| 11   | 1985年                | NHKホール                             |                 | 吉川精一              | 脇謙二・塚田泰明・森安秀光・石田和雄・大内延介・中原誠・谷川浩司・米長邦雄 |                      |
| 12   | 1986年 11月16日       | NHKホール                             |                 |                       | 米長邦雄・谷川浩司他 |                      |
| 13   | 1987年 11月15日       | NHKホール                             |                 | 秋山隆 藤森奈津子     | 大山康晴・中原誠・高橋道雄・加藤一二三 |                      |
| 14   | 1988年                | 天童市                                | 11月23日        | 大沢肇                | 羽生善治・大山康晴 |                      |
| 15   | 1989年                |                                       | 11月23日        | 立子山博恒 藤森奈津子 | 大山康晴 |                      |
| 16   | 1990年                | 川崎市                                |                 |                       | 中原誠・羽生善治・田中寅彦 |                      |
| 17   | 1991年                | 名古屋市                              | 12月23日        |                       | |                      |
| 18   | 1992年                | 青森県百石町                          | 11月23日        |                       | |                      |
| 19   | 1993年                | よみうりホール                        | 11月23日        |                       | |                      |
| 20   | 1994年                | 釧路市                                | 11月23日        |                       | |                      |
| 21   | 1995年                | 大分県大分市                          | 11月23日        |                       | |                      |
| 22   | 1996年                | 東京体育館                            | 12月23日        |                       | |                      |
| 23   | 1997年                | 岡崎市                                | 11月24日        |                       | |                      |
| 24   | 1998年                | 山形県 天童市                         |                 |                       | |                      |
| 25   | 1999年                | 神奈川県 箱根町                       |                 |                       | |                      |
| 26   | 2000年                | 島根県 出雲市                         |                 |                       | |                      |
| 27   | 2001年 11月10・11日   | 新潟県 上越市                         |                 |                       | 丸山忠久・藤井猛・羽生善治・郷田真隆・谷川浩司・桜井昇・土佐浩司・近藤正和・斎田晴子・矢内理絵子・石橋幸緒・中倉宏美・中倉彰子                                                                                         |                      |
| 28   | 2002年 11月16・17日   | 広島県 呉市                           |                 |                       | 羽生善治・森内俊之・佐藤康光・谷川浩司・神吉宏充・松尾歩・山崎隆之・中井広恵・山田久美・碓井涼子・早水千紗・上川香織                                                                                                   |                      |
| 29   | 2003年 11月8・9日     | 山形県 天童市                         |                 |                       | 羽生善治・佐藤康光・谷川浩司・丸山忠久・青野照市・中井広恵・蛸島彰子・山田久美・本田小百合・島井咲緒里 |                      |
| 30   | 2004年 11月6・7日     | 愛媛県 今治市                         |                 |                       | 森内俊之・羽生善治・佐藤康光・谷川浩司棋王・安用寺孝功・村田智弘・中井広恵・高橋和・鹿野圭生・村田智穂・岩根忍 |                      |
| 31   | 2005年 11月12・13日   | 静岡県 伊豆の国市                     |                 | 比留間亮司            | 米長邦雄・渡辺明・森内俊之・佐藤康光・羽生善治・谷川浩司・青野照市・島朗・神谷広志・中尾敏之・藤森奈津子・中井広恵・千葉涼子・早水千紗・鈴木環那・伊藤明日香                                                           |                      |
| 32   | 2006年 11月17日－19日 | 佐賀県 佐賀市                         |                 | 比留間亮司 中倉彰子   | 森内俊之・羽生善治・谷川浩司九段・森下卓・深浦康市・中田功・杉本昌隆・高崎一生・瀬川晶司・佐藤天彦・矢内理絵子・中倉彰子・室田伊緒・坂東香菜子・米長邦雄・島朗                                                         |                      |
| 33   | 2007年 11月10・11日   | 東京都 世田谷区                       |                 | 後藤理                | 森内俊之・羽生善治・中原誠・二上達也・谷川浩司・森下卓・島朗・中田宏樹・滝誠一郎・宮田利男・飯野健二・高野秀行・斎田晴子・山田久美・甲斐智美・安食総子・里見香奈・室田伊緒・米長邦雄・桜井昇                           |                      |
| 34   | 2008年 11月8・9日     | 山形県 天童市                         | 2008年 11月30日 | 澗隨操司 鈴木環那     | 米長邦雄・羽生善治・佐藤康光・内藤國雄・谷川浩司・島朗・屋敷伸之・青野照市・桜井昇・木村一基・所司和晴・石川陽生・加瀬純一・本間博・高田尚平・近藤正和・矢内理絵子・清水市代・谷川治恵・早水千紗・上田初美・野田澤彩乃 |                      |
| 35   | 2009年 11月7・8日     | 兵庫県 加古川市                       | 2009年 11月21日 | 神吉宏充 樋笠多美     | 米長邦雄・羽生善治・久保利明・谷川浩司・有吉道夫・井上慶太・阿部隆・山崎隆之・村田智弘・稲葉陽・矢内理絵子・岩根忍・村田智穂・中村桃子                                                                                 |                      |
| 36   | 2010年 11月13・14日   | 愛知県 名古屋市                       | 2010年 11月21日 | 堀伸浩 室田伊緒       | 羽生善治・谷川浩司・深浦康市・木村一基・中田章道・杉本昌隆・松尾歩・中山則男・豊島将之・村田顕弘・澤田真吾・甲斐智美・鈴木環那・熊倉紫野                                                                               |                      |
| 37   | 2011年 11月11・12日   | 岩手県 盛岡市                         | 2011年 12月4日  |                       | 米長邦雄・渡辺明・森内俊之・久保利明・谷川浩司・佐藤康光・島朗・行方尚史・中川大輔・鈴木輝彦・飯野健二・上田初美・矢内理絵子・山田久美・中村真梨花・鈴木環那                                                           |                      |
| 38   | 2012年 11月10・11日   | 山形県 天童市                         | 2012年 12月15日 |                       | 森内俊之・羽生善治・佐藤康光・谷川浩司・堀口弘治・北島忠雄・戸辺誠・中村太地・上田初美・藤田綾・井道千尋・山口恵梨子                                                                                                   |                      |
| 39   | 2013年 11月16・17日   | 福岡県 北九州市                       | 2013年 12月29日 |                       | 谷川浩司・森内俊之・羽生善治・淡路仁茂・島朗・森下卓・山崎隆之・中田功・豊川孝弘・斎藤慎太郎・甲斐智美・鈴木環那・長谷川優貴・室谷由紀                                                                                 |                      |
| 40   | 2014年 11月8・9日     | 秋田県 秋田市                         | 2014年 12月28日 |                       | 谷川浩司・羽生善治・渡辺明・佐藤康光・島朗・木村一基・宮田利男・堀口弘治・北島忠雄・中村太地・永瀬拓矢・甲斐智美・香川愛生・矢内理絵子・鈴木環那・飯野愛                                                               |                      |
| 41   | 2015年 11月21・22日   | 岡山県 倉敷市                         | 2015年 12月27日 |                       | 谷川浩司・郷田真隆・有吉道夫・島朗・久保利明・東和男・行方尚史・山崎隆之・佐藤天彦・有森浩三・菅井竜也・甲斐智美・里見香奈・村田智穂・長谷川優貴・室谷由紀・山根ことみ・北村桂香                                       |                      |
| 42   | 2016年 11月12・13日   | 静岡県 静岡市                         | 2016年 12月25日 |                       | 谷川浩司・佐藤天彦・羽生善治・郷田真隆・青野照市・中川大輔・神谷広志・糸谷哲郎・村山慈明・澤田真吾・中尾敏之・高見泰地・八代弥・加藤桃子・鈴木環那・伊藤沙恵・安食総子・山口絵美菜                                     |                      |
| 43   | 2017年 11月4・5日     | 北海道 札幌市                         | 2017年 12月24日 |                       | 佐藤天彦・久保利明・中村太地・森内俊之・佐藤康光・屋敷伸之・広瀬章人・鈴木大介・中座真・豊川孝弘・野月浩貴・石田直裕・増田康宏・石高澄恵・久津知子・鈴木環那・山口恵梨子・和田あき                                     |                      |
| 44   | 2018年 11月23日・24日 | 山形県 天童市                         | 2018年 12月23日 |                       | 佐藤康光・森内俊之・鈴木大介・佐藤天彦・高見泰地・渡辺明・山崎隆之・戸辺誠・阿部健治郎・遠山雄亮・都成竜馬・高野智史・佐々木大地・本田小百合・香川愛生・山口恵梨子・中村桃子・飯野愛・塚田恵梨花                       |                      |
| 45   | 2019年 11月23日・24日 | 山梨県 甲府市                         | 2019年 12月29日 |                       | 佐藤康光・渡辺明・永瀬拓矢・木村一基・青野照市・鈴木大介・杉本昌隆・飯島栄治・戸辺誠・中村太地・藤井聡太・西尾明・佐藤和俊・田中悠一・杉本和陽・山田久美・谷口由紀・安食総子・貞升南・カロリーナ・ステチェンスカ       |                      |
| 46   | 2020年11月7–23日      | オンライン開催                        | -               | -                     | |                      |
| 47   | 2021年 10月30日・31日 | 千葉県 木更津市                       | 2021年 12月26日 |                       | 佐藤康光・渡辺明・羽生善治・丸山忠久・森下卓・島朗・鈴木大介・木村一基・真田圭一・所司和晴・高見泰地・三枚堂達也・佐藤和俊・上村亘・池永天志・竹部さゆり・真田彩子・和田あき・飯野愛・頼本奈菜・小高佐季子・和田はな   | [ 15 ] [ 16 ]        |
| 48   | 2022年 11月5日・6日   | 福島県 喜多方市                       | 12月25日        |                       | 佐藤康光・渡辺明・屋敷伸之・島朗・鈴木大介・真田圭一・斎藤慎太郎・戸辺誠・藤森哲也・長谷部浩平・岡部怜央・西山朋佳・伊藤沙恵・本田小百合・中村真梨花・鈴木環那・貞升南・塚田恵梨花・野原未蘭・内山あや                 | [ 17 ]               |
| 49   | 2023年 11月11・12日   | 宮城県 仙台市                         | 12月24日        |                       | 羽生善治・佐藤康光・森内俊之・島朗・森下卓・中川大輔・佐藤秀司・中村太地・阿部健治郎・片上大輔・熊坂学・渡辺和史・斎藤明日斗・岡部怜央・小山直希・伊藤沙恵・武富礼衣・加藤結李愛・脇田菜々子・和田はな                 | [ 18 ]               |
| 50   | 2024年 11月9日・10日  | 東京都 渋谷区                         | 12月29日        | 鈴木もぐら            | 藤井聡太・羽生善治・渡辺明・森下卓・佐藤天彦・木村一基・山崎隆之・野月浩貴・豊川孝弘・髙見泰地・片上大輔・青嶋未来・山本博志・藤本渚・小山怜央・山川泰熙・本田小百合・山口恵梨子・野原未蘭・梅津美琴・砂原奏           | [ 19 ]               |
| 51   | 2025年 11月22・23日   | 兵庫県 加古川市                       |                 |                       | | [ 20 ]               |